# Среднеподнепровские говоры

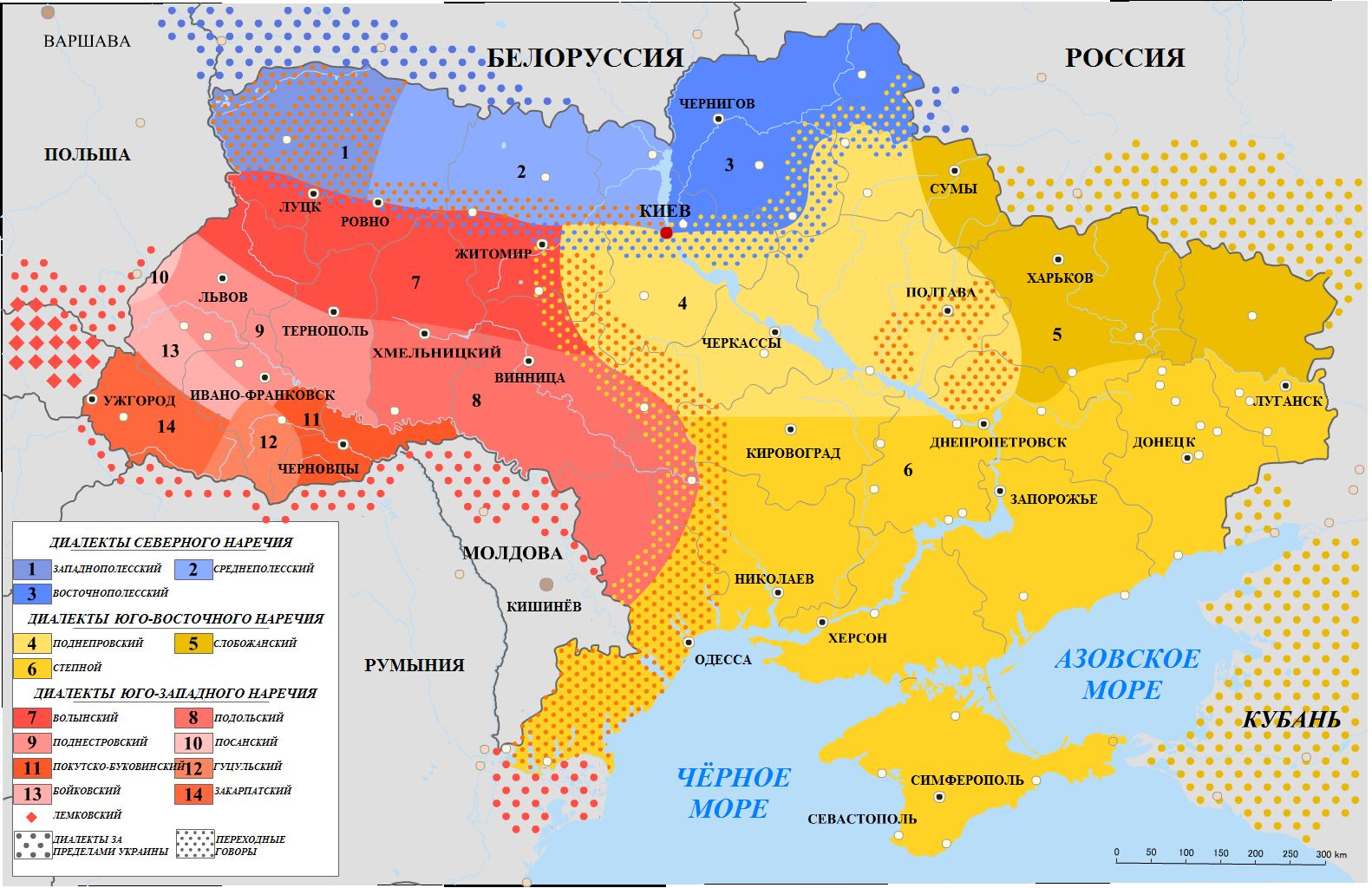
Ареал среднеподнепровских говоров на карте диалектов украинского языка

Среднеподнепро́вские го́воры (также среднеприднепровские говоры; укр. середньонаддніпрянські говірки, середньонаддніпрянський говір) — говоры юго-восточного наречия украинского языка, распространённые на территории центральной Украины (Черкасская область, Полтавская область, южная часть Киевской области и некоторые другие районы).
Среднеподнепровские говоры являются основой современного литературного украинского языка.
В составе юго-восточного наречия среднеподнепровские говоры выделяются как самые архаичные. Представляют исконный ареал наречия, в процессе расселения из которого украинцев на юг и восток произошло формирование степных и слобожанских говоров.
По ряду диалектных особенностей в составе среднеподнепровских выделяют восточнополтавские и правобережночеркасские говоры.

## Область распространения
Говоры среднеподнепровской группы размещаются в центральной части Украины в среднем течении Днепра. Согласно современному административному делению Украины, эта территория включает Черкасскую и Полтавскую области, южную часть Киевской области, юго-западную часть Сумской области, северные части Кировоградской и Днепропетровской области.
На северо-западе среднеподнепровские говоры граничат со среднеполесскими (правобережно-полесскими) говорами, на севере и северо-востоке — с восточнополесскими (левобережно-полесскими) говорами северного наречия украинского языка. На востоке к ареалу среднеподнепровской группы говоров примыкает ареал слобожанских говоров, а на юге — ареал степных говоров юго-восточного украинского наречия. На юго-западе со среднеподнепровскими граничит ареал подольских говоров, на северо-западе — ареал волынских говоров юго-западного украинского наречия.

## Особенности говоров
Для фонетической системы среднеподнепровских говоров характерны следующие черты:
1. Наличие шестифонемного ударного вокализма, присущего для всего юго-восточного наречия и литературного языка.
2. Произношение в безударном положении фонемы /е/ как [еи], [и]: сеило́, по́пил, по́гриб.
3. Непоследовательное изменение в говорах северного ареала исконной /о/ в закрытых слогах на [і]: воз, ко́стка, поро́г, ра́дост’.
4. Наличие протетических гласных в, г, й: вора́ти, гиска́дра, Гаде́са, йіропла́н и т. д.

Среди морфологических явлений отмечаются:
1. Наличие флексии -iм, -iх в дательном и местном падежах множественного числа существительных с основой на мягкий согласный: кóн′iм «коням», д′íт′iм «детям», на кóн′iх «на конях», на д′íт′iх «на детях» и т. д.